# Sie-A-Nyene Yuoh
Sie-A-Nyene Yuoh   (Montserrado, 26 de juny de 1956) és una jutgessa i política de Libèria que actualment exerceix com a jutge en cap del Tribunal Suprem de Libèria. Va ser nominada el 23 d'agost de 2022 per exercir com a jutge en cap del Tribunal Suprem de Libèria. Va començar a servir després de la jubilació de l'antic president de la justícia Francis Korkpor el 27 de setembre de 2022.

## Trajectòria
Yuoh va néixer al comtat de Montserrado i es va educar en un institut catòlic de Monròvia. Té una llicenciatura en arts per la Universitat de Cuttington (1978) i una llicenciada en dret per la Louis Arthur Grimes School of Law, Universitat de Libèria.
Yuoh va treballar al govern de Libèria, com a Ministre Adjunt d'Afers Jurídics de 1983 a 1985 i com a Coordinadora d'Afers Africans al Ministeri d'Afers Exteriors de 1988 a 1990. Entre 2000 i 2003 va treballar per al Banc Central de Libèria, on va ser criticada per rebre "comissions excessives del Consell d'Administració", abans d'exercir com a directora executiva interina i després comissària de la Comissió de Reforma de la Llei des del 2011 fins al 2013.
El 2013, Yuoh va ser nomenada jutgessa associada del Tribunal Suprem de Libèria, una de les dues dones entre els cinc jutges del tribunal.
L'abril de 2016, un oficial de seguretat de l'aeroport internacional de Roberts va ser empresonat durant una setmana acusat de menyspreu a l'autoritat després que Yuoh es queixés que no l'havia respectat.
A l'octubre de 2016, Yuoh va aixecar una ordre de suspensió per a la celebració de les eleccions per al president de la Cambra de Representants, rebutjant la petició d'Alex J. Tyler que va ser destituït inconstitucionalment i va provocar l'elecció de l'amic del seu marit, Emmanuel Nuquay.
El març de 2017, Yuoh va ser una de les tres jutgesses que va votar a favor del nou polèmic Codi Nacional de Conducta que prohibeix als funcionaris designats pel president participar en activitats polítiques.
El 23 d'agost de 2022, el president George Weah va nomenar Yuoh per substituir Francis Korkpor com a jutge en cap, ja que tenia previst retirar-se al setembre. Korkpor es va retirar el 27 de setembre.

## Vida personal
Yuoh estava casada amb el polític Edwin Snowe, que abans estava casat amb la filla de Charles Taylor. Té deu fills i dos néts.